# Zygostates pellucida
Zygostates pellucida är en orkidéart som beskrevs av Heinrich Gustav Reichenbach. Zygostates pellucida ingår i släktet Zygostates och familjen orkidéer. Inga underarter finns listade i Catalogue of Life.